# Solana State Forest
Der Solana State Forest ist ein 275,7 km² großer Staatsforst im US-Bundesstaat Minnesota. Er befindet sich im Südosten des Aitkin County und teilweise im Pine County. Das Waldgebiet ist größtenteils flach ansteigend und besitzt viele Moorgebiete. Etwa 50 Prozent des Areals ist ein Feuchtbiotop.
Als Erholungsraum wird der Solana State Forest von Kanu- und Kajakfahrern gerne genutzt, ebenso wie von Jägern. Im Gebiet selbst gibt es keine Campingplätze, wildes Campen ist jedoch erlaubt. Der Staatsforst hat Wanderpfade mit einer Gesamtlänge von 155 Kilometern, unterteilt in zwei Klassen.
Im Forstgebiet befinden sich auch mehrere offene Wasserflächen, darunter der Porcupine Lake und der Split Rock Lake.

## Geschichte
Vom 19. Jahrhundert bis 1925 war Holzfällung die Hauptbeschäftigung der neuen Siedler dieses Gebiets. In dem Jahr zerstörte ein Großfeuer im White Pine Township, das von Jame McGrath geführtes Sägewerk, woraufhin etwa 1200 Mitarbeiter ihre Arbeit verloren. McGrath verkaufte der Regierung 13,75 km² seines Landbesitzes. Diese Fläche kam anschließend den Veteranen des Ersten Weltkriegs zugute, woraufhin dieses Gebiet als Veteransville bekannt wurde. Noch heute wird das historische „Veteransville Post Office“ im GNIS geführt.
Nach einigen Jahren, zogen die meisten neuen Landbesitzer wieder ab. Daraufhin wurde das örtliche Schienennetz sowie die dazugehörigen Bahnhofstationen abgerissen. Das Hauptschienennetz blieb jedoch bis 1989 erhalten. Aitken County erwarb später das ehemalige Eisenbahngelände. Heute ist es im Staatsforst als Soo Line South ATV Trail bekannt, ein Gelände für Quads. Die über 209 Kilometer lange Strecke, führt von Glenola bis nach Duluth.